# Sekou Keita
Sekou Keita Souza (Conakry, 12 december 1994) is een Guinees voetballer die bij voorkeur als aanvaller speelt. Hij wordt door Atlético Madrid verhuurd aan Évian TG. In 2015 debuteerde Keita voor Guinee.

## Clubcarrière
Keita werd geboren in de Guinese hoofdstad Conakry en trok reeds op jonge leeftijd naar Spanje. In 2011 maakte hij zijn opwachting in de Tercera División voor Alcobendas. In 2012 trok de aanvaller naar Atlético Madrid, waar hij voor het C-elftal en het B-elftal zou uitkomen. Tijdens het seizoen 2015/16 wordt de Guinees international verhuurd aan Évian TG. Op 7 augustus 2015 debuteerde hij in de Ligue 1 tegen Clermont Foot. Op 25 september 2015 maakte Keita zijn eerste competitietreffer tegen Bourg en Bresse.

## Interlandcarrière
Op 5 juni 2015 werd Keita opgeroepen voor Guinee voor de kwalificatiewedstrijd voor de Afrika Cup tegen Swaziland. Zeven dagen later kreeg hij zijn eerste basisplaats.